# موقعیت مکانی
موقعیت مکانی، محل یا جا، در جغرافیا، یک موقعیت یا نقطه در فضای فیزیکی است که چیزی آن را بر روی سطح زمین، منظومه شمسی، یا جهان هستیِ قابل دسترس بشر، اشغال می‌کند.
- یک محل مطلق، با زوج مشخصی از طول و عرض جغرافیایی، دستگاه مختصات دکارتی (مثل دستگاه مختصات کروی)، دستگاه بیضی‌پایه (مثل سامانه ژئودتیک جهانی)، یا روش‌های مشابه تعیین می‌شود.
- یک محل نسبی، محل یک مکان یا ناحیه در ارتباط با مکانی دیگر است، مثلاً «۳ کیلومتری شمال شرق تهران».

## جغرافیا
موقعیت مکانی، جای (جمع: جای‌ها) یا مکان (جمع: اماکن، مکان‌ها)، به معنای قسمتی از فضا، به صورت عینی یا مجازی، است که بر پایهٔ کاربرد یا رویدادهایی که در آن صورت می‌پذیرد، تعریف می‌شود. یعنی بخش مشخصی از فضا که توسط فرد یا چیزی اشغال شده باشد یا به آن فرد یا چیز تخصیص یافته باشد.
چنین مکانی می‌تواند یک ساختمان مسکونی یا اداری باشد یا یک جاذبهٔ گردشگری؛ در واقع به هر ناحیه از فضا با مرزهای معین یا نامعین، جای یا مکان می‌گویند.
واژهٔ «جا» یا «جای» پارسی بوده و از ریشهٔ پهلوی است، اما واژهٔ «مکان» از ریشهٔ عربی است.

## شیء مجرد
بحث رایج این است که یک شیء مجرد (انتزاعی) آنی است که محل جغرافیایی مشخصی ندارد. به عنوان مثال «آزادی» که مختصات مشخص جغرافیایی در دستگاهی مختصاتی ندارد.